# Elisabetta De Blasis

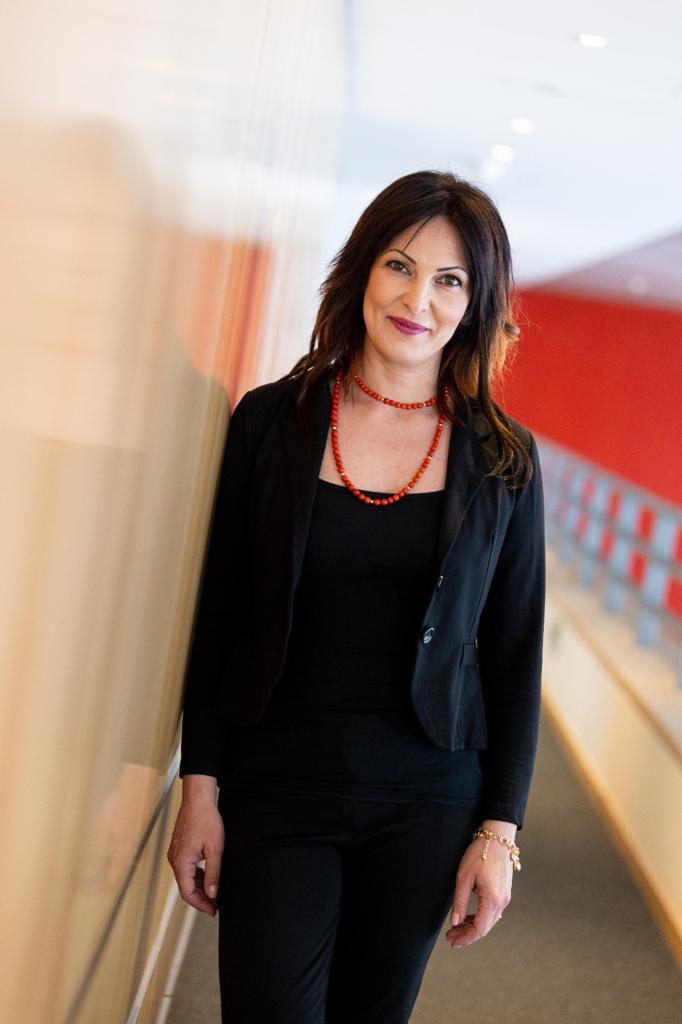
Elisabetta De Blasis

Elisabetta De Blasis (geboren am 30. April 1974 in Avezzano) ist eine italienische Politikerin. Sie trat 2019 für die Lega zur Europawahl an. Sie wurde vorerst nicht gewählt, rückte aber am 2. November 2022 ins Europäische Parlament nach. Seit 2024 ist sie Mitglied der Partei Fratelli d’Italia.

## Biografie
Elisabetta De Blasis schloss 1999 ihr Studium der Medizin und Chirurgie an der Universität L’Aquila mit Auszeichnung ab und spezialisierte sich ebenda 2003 auf Kardiologie. Sie absolvierte ein Cellostudium am Konservatorium „A. Casella“ in L’Aquila und tritt seit Jahren als Konzertkünstlerin auf. Von 2004 bis 2015 war sie ärztliche Leiterin der kardiologischen Intensivstation des Krankenhauses „Santi Filippo e Nicola“ in Avezzano, und seit 2015 ist sie ärztliche Leiterin der kardiologischen Abteilung des Krankenhauses „San Salvatore“ in L’Aquila, wo sie seit 2021 den kardiologischen Dienst für Kinder leitet.

## Politische Tätigkeit
Im Jahr 2015 wurde sie für Forza Italia in den Stadtrat von L’Aquila gewählt. Im Mai 2018 schloss sie sich Matteo Salvinis Lega an. Während ihrer Amtszeit im Stadtrat war sie Vorsitzende der ständigen Kommission III „Sozial-, Kultur- und Bildungspolitik“.
2019 kandidierte sie bei der Europawahl für die Lega.
Im Jahr 2020 wechselte sie zu den Fratelli d’Italia. Im Februar 2022 schloss sie sich wieder der Forza Italia an, bevor sie im selben Jahr nach ihrer Wahl als Europaabgeordnete zur Lega zurückkehrte.
Am 2. November 2022 trat sie offiziell die Nachfolge von Andrea Caroppo im Europäischen Parlament an, der sein Mandat niederlegte, da er in die Abgeordnetenkammer gewählt wurde. Am 11. September 2023 verließ sie die Partei und deren Fraktion ID. Nachdem sie fast zwei Monate fraktionslos gewesen war, trat sie am 9. November 2023 der Fraktion Europäische Konservative und Reformer (EKR) bei. Im Januar 2024 trat sie wieder der Partei Fratelli d’Italia bei.